# Kaan Aykutsun
Kaan Aykutsun (* 22. Juli 2002) ist ein türkischer Boxer im Halbschwergewicht. Er qualifizierte sich zur Teilnahme an den Olympischen Sommerspielen 2024 in Paris.

## Karriere
Aykutsun begann 2008 mit dem Boxsport, wurde von Levent Yaman trainiert und gewann jeweils eine Bronzemedaille bei der Schüler-Europameisterschaft 2016 in Zagreb und der Junioren-Europameisterschaft 2018 in Anapa.
Bei der Weltmeisterschaft 2021 in Belgrad unterlag er in der zweiten Vorrunde gegen Wladimir Mirontschikow und erreichte jeweils einen fünften Platz bei den Mittelmeerspielen 2022 in Oran und der U22-Europameisterschaft 2022 in Poreč.
Bei den Europaspielen 2023 in Krakau schied er in der Vorrunde gegen Andrei Arădoaie sowie bei der Weltmeisterschaft 2023 in Taschkent in der dritten Vorrunde gegen Nurbek Oralbai aus.
Im März 2024 gewann er beim Olympia-Qualifikationsturnier in Busto Arsizio jeden seiner vier Kämpfe gegen Charles Cox, Andrei Arădoaie, Omurbek Bekzhigit sowie Jin-jea Kim und löste damit ein Ticket für die Olympischen Sommerspiele 2024 in Paris. Bei Olympia siegte er im ersten Kampf gegen den Italiener Salvatore Cavallaro und verlor in der zweiten Vorrunde gegen den Kubaner Arlen López.